# Philosophie du langage
 (janvier 2024).

Les Ménines de Diego Velázquez (1657). « Mais le rapport du langage à la peinture est un rapport infini […] Ils sont irréductibles l'un à l'autre : on a beau dire ce qu'on voit, ce qu'on voit ne loge jamais dans ce qu'on dit, et on a beau faire voir, par des images, des métaphores, des comparaisons, ce qu'on est en train de dire, le lieu où elles resplendissent n'est pas celui que déploient les yeux, mais celui que définissent les successions de la syntaxe. Or le nom propre, dans ce jeu, n'est qu'un artifice : il permet de montrer du doigt, c'est-à-dire de passer subrepticement de l'espace où l'on parle à l'espace où l'on regarde, c'est-à-dire de les refermer commodément l'un sur l'autre comme s'ils étaient adéquats […] Peut-être y a-t-il, dans ce tableau de Velázquez, comme la représentation de la représentation classique, et la définition de l'espace qu'elle ouvre. » Michel Foucault, Les mots et les choses, introduction.

La philosophie du langage est la branche de la philosophie qui s'intéresse aux langages, et plus particulièrement à la signification, à la référence ou au sens en général, à son usage, à son apprentissage et à ses processus de création, ainsi qu'à sa compréhension, à la communication en général, à l'interprétation et à la traduction.
Bien que les problèmes philosophiques posés par le langage aient fait l'objet d'analyses dès Platon et Aristote ainsi que dans la philosophie médiévale et classique, on désigne plus particulièrement par philosophie du langage, en tant que champ spécifique, la tradition analytique qui s'est développée au XXe siècle, majoritairement dans la philosophie anglo-saxonne. 
Toutefois, la philosophie continentale n'a pas délaissé le champ du langage, même si elle a développé une autre approche, en particulier à partir du concept d'intentionnalité dans la phénoménologie husserlienne. Ontologie, métaphysique et philosophie du langage sont en effet liées, et ce depuis Parménide, dans la mesure où le discours semble se référer au réel. Ces deux traditions, analytique et continentale, se sont croisées, par exemple lors du débat entre Jacques Derrida et John Searle ou encore par la formulation d'objections, par Hubert Dreyfus, à l'approche computationnaliste prônée par Jerry Fodor.

## Histoire
Platon (en particulier dans le Cratyle), Aristote (dans divers ouvrages de l'Organon, dont les Catégories, De l'interprétation, etc.) et les sophistes ont déjà écrit sur ces questions comme l'ont fait beaucoup de philosophes du Moyen Âge (Roger Bacon, Jean Duns Scot, Guillaume d'Ockham, etc.) et plus tard des philosophes modernes comme Giambattista Vico, Leibniz, Christian Wolff, Rousseau, Johann Georg Hamann, Johann Gottfried von Herder, Kant, Wilhelm von Humboldt, Hegel, Peirce et Nietzsche. La Logique de Port-Royal est aussi un monument philosophique consacré aux questions de logique et de langage.
Au XXe siècle, les langues et le langage sont devenus des thèmes centraux dans les traditions les plus diverses de la philosophie européenne, parmi lesquelles :
- le structuralisme (Émile Durkheim) ;
- la théorie du langage comme partie d'une théorie générale des formes symboliques (Ernst Cassirer) ;
- la philosophie qui a renoué avec la tradition humboldtienne (Walter Benjamin, Martin Heidegger) ;
- le marxisme (Valentin Volochinov, Ferruccio Rossi-Landi) ;
- le post-structuralisme (Michel Foucault, Jacques Derrida) ;
- le féminisme (Hélène Cixous, Julia Kristeva, Judith Butler) ;
- la théorie de la littérature (Mikhaïl Bakhtine, Roland Barthes, Maurice Blanchot, Paul de Man) ;
- la sémiotique (Charles Sanders Peirce, Umberto Eco).

Dans les pays anglophones, la philosophie analytique a dominé le discours philosophique sur le langage : Gottlob Frege, Bertrand Russell, Ludwig Wittgenstein, Willard Van Orman Quine, Donald Davidson, John Searle, Saul Kripke.

## Les problèmes de philosophie du langage
La philosophie du langage se pose des questions telles que celles-ci :
- Quelle est l'origine du langage ?
- Quelle est la relation entre le langage et la réalité ?
- Quelle est la relation entre le langage et la pensée ?
- Quelle est la relation entre le langage et la connaissance ?
- Quelle est la relation entre le langage et d'autres modes d'expression ?
- Qu’est-ce que la communication ?
- La multiplicité des langues entraîne-t-elle la diversité des modes de penser ?
- Qu’est-ce qu'un signe, un dialogue, un texte, un discours, un énoncé ?

## Deux approches possibles

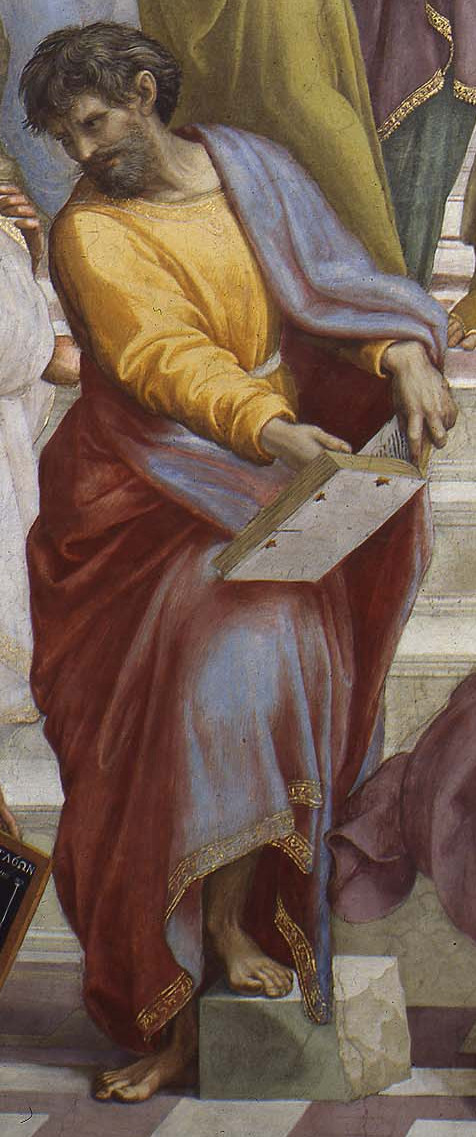
Parménide, détail de L'école d'Athènes de Raphaël. « Tu ne peux avoir connaissance de ce qui n’est pas, tu ne peux le saisir ni l’exprimer ; car le pensé et l’être sont une même chose. » (Parménide).

D'une façon générale, il y a deux approches possibles du problème de la signification, qui ne sont pas nécessairement incompatibles : 
- Soit on part de la fonction expressive du langage: le rapport des mots aux idées qu'ils sont censés communiquer.

- Soit on part de la fonction représentative du langage: le rapport des mots aux choses ou encore au réel.

L'approche expressive est celle de Hobbes, qui affirme ainsi que : « l'usage général de la parole est de transformer notre discours mental en discours verbal et l'enchaînement de nos pensées en un enchaînement de mots » (Léviathan, I, 4). Cette théorie classique du langage repose sur une théorie des signes et des idées. Or, la théorie classique du signe distingue entre « signes naturels », où par exemple la fumée est le signe du feu, et « signes conventionnels », où le mot « chien » est le signe du chien. Comme l'indique la Logique de Port-Royal, le signe renvoie toujours à ce qui est représenté ; mais la même chose peut être chose et signe. Quant aux idées, celles-ci peuvent, dans la philosophie classique, faire référence aux images mentales, aux pensées, mais aussi aux sensations. Les idées sont ainsi tout ce qui peuple notre esprit, indépendamment du monde réel. Or, si les mots peuvent renvoyer au monde, c'est parce que, selon ce paradigme de la représentation, ce sont les signes des idées qui sont elles-mêmes les images des choses. Cela pose toutefois un problème, soulevé par Berkeley : comment une image, particulière, peut-elle véhiculer un terme abstrait ou des termes syncatégorématiques ?
Au XXe siècle, l'approche expressive a été reprise par Jerry Fodor et Paul Grice. Fodor, l'un des principaux défenseurs du computationnalisme, un courant majeur des années 1980 qui a popularisé l'analogie entre l'esprit et l'ordinateur, défend ainsi l'idée d'un « langage de la pensée », le « mentalais » (mentalese) qui fonctionnerait à l'aide d'opérateurs symboliques. Autrement dit, la pensée serait, selon lui, structurée comme un langage. Fodor reprend ainsi l'hypothèse de la lingua mentalis dont on peut trouver des prémisses au Moyen Âge chez Guillaume d'Ockham. Le computationnalisme de Fodor peut être caractérisé comme une synthèse entre le réalisme intentionnel et le physicalisme. Si le réalisme intentionnel affirme l'existence et la causalité des états mentaux et prend en compte les attitudes propositionnelles, c'est-à-dire la manière dont le sujet se comporte à l'égard d'une proposition : « je crois que x », « je pense que p », etc., le physicalisme affirme pour sa part que toute entité existante est une entité physique : cette théorie est fortement liée aux recherches en intelligence artificielle et en sciences cognitives.
Grice, quant à lui, affirme que les propriétés du langage dépendent des propriétés des pensées : la « signification du locuteur », le sens que celui-ci donne à sa phrase en tel ou tel contexte, prime sur la « signification conventionnelle ». C'est ce que le locuteur veut dire qui permet de trancher les phrases ambiguës. On parle de théorie de la pertinence. Tenant de la pragmatique, mouvement initié par John L. Austin, Grice insiste par exemple sur les implicatures conversationnelles, c'est-à-dire sur ce que le locuteur implique sans que cela soit explicite dans l'énoncé. Dans ce cas, le sens de la phrase ne dépend pas simplement de son contenu sémantique mais aussi du contexte conversationnel. On note qu'au Moyen Âge, la sémantique de Bacon faisait aussi dépendre « la signification non seulement du signe lui-même mais encore de celui qui en fait usage et de l'intention posée. »
Cette approche expressive a été fortement critiquée par Frege et Husserl, qui s'opposent au « psychologisme », c'est-à-dire à la croyance selon laquelle les lois de la logique ne seraient que des descriptions de régularités psychologiques ou encore des généralisations se fondant sur le raisonnement individuel de chacun. Ils défendent au contraire une approche objectiviste de la signification. Le sens des mots ne peut être réduit, selon eux, à des entités subjectives telles que des idées, ce qui conduirait à accepter qu'il soit soumis à la fantaisie de chacun.
Cette approche conduit vers une théorie de la vérité-correspondance : un énoncé contient un contenu propositionnel, lequel est vrai s'il correspond à un état de chose réel. Par exemple, la phrase « il pleut » et « it's raining » contient le même contenu propositionnel qui est sa signification. Or, cette phrase est vraie s'il pleut effectivement. Dans La Philosophie de l'atomisme logique (1918), Russell attire ainsi l'attention sur ce « truisme » selon lequel dans le monde il y a d'un côté des « faits » et de l'autre des « croyances » à propos de ces faits, susceptibles d'être vraies ou fausses. Les faits, ou l'état de choses, sont donc les conditions de vérité de la proposition qui est elle porteuse de vérité, c'est-à-dire susceptible d'être vraie ou fausse. On a donc d'un côté les truth-bearers (en) ou « porteurs de vérité », les propositions susceptibles d'être vraies ou fausses, et de l'autre les truth-makers ou « faiseurs de vérité », les entités en fonction desquels les porteurs de vérité sont vrais ou faux.

## Frege et la «théorie naïve de la signification»

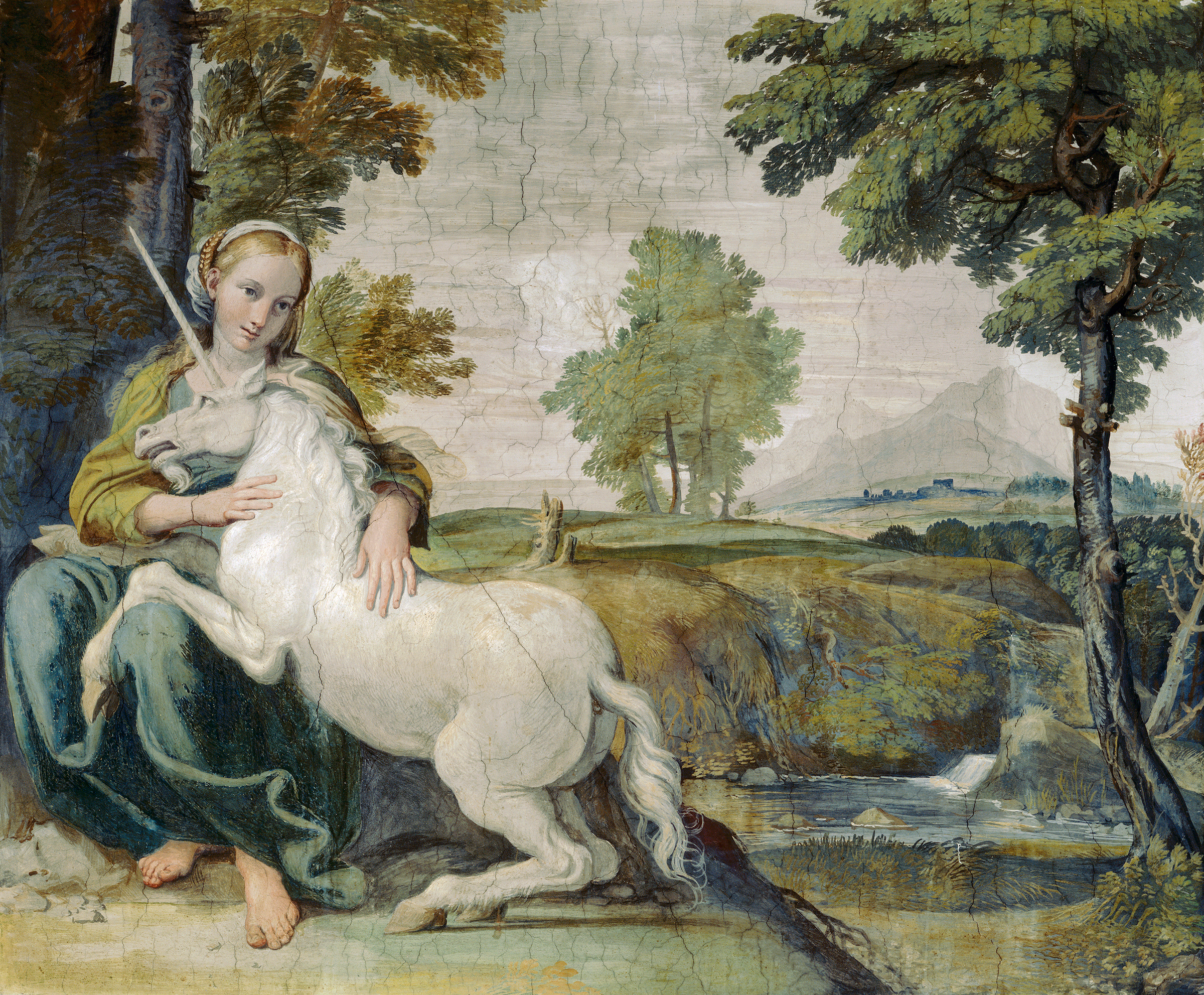
Domenico Zampieri, Jeune fille et licorne, Fresque, 1604–1605, Palais Farnèse, Rome. Le problème des entités non-existantes s'est posé à la philosophie du langage depuis ses origines. Aristote s'interroge ainsi au sujet du « bouc-cerf », et se demande : à quoi ce nom renvoie-t-il ?

Cette conception peut aussi être qualifiée de « théorie naïve de la signification » (ou encore de théorie de la référence directe) : pour que la phrase soit dotée de signification, il faut des éléments référentiels, qui renvoient à un état de fait ; des éléments prédicatifs (verbes, adjectifs) ; et la structure grammaticale de la phrase. Mais cette théorie conduit aussi à quelques énigmes, formulées par Frege et qui ont conduit à sa distinction entre sens et référence dans son article Sens et dénotation (1892).
Ainsi, des énoncés synonymes, qui font référence au même sujet réel, peuvent pourtant avoir une signification différente. Par exemple, « Superman est Superman » et « Superman est Clark » ont le même référent, mais pas la même sens (Sinn). En effet, la première phrase est une simple tautologie, tandis que la seconde apprend que Superman est la même personne que Clark, le journaliste. Or, la « théorie naïve de la signification » ne permet pas de distinguer entre ces deux énoncés.
Deuxième énigme : « Pierre croit que Cicéron est un grand orateur » et « Pierre croit que Marcus Tullius est un grand orateur ». Bien que ces deux phrases renvoient au même sujet réel, Cicéron-Marcus Tullius, la première peut être vraie sans que la seconde le soit : il suffit en effet que Pierre ne sache pas que Cicéron et Marcus Tullius soient la même personne.
Troisième énigme : « l'actuel roi de France n'existe pas » ou « le Père Noël n'existe pas ». Ces énoncés singuliers existentiels négatifs, qui fonctionnent à l'aide de descriptions définies visant un individu, semblent à première vue vrais. Pourtant, selon la théorie naïve de la signification, ils sont soit privés de sens, soit faux. En effet, si l'individu désigné par le sujet de la phrase n'existe pas, alors celle-ci n'a pas de signification, puisqu'elle ne correspond à aucun état de fait réel. Si, au contraire, elle a un référent qui existe, alors la phrase est fausse.
La théorie frégéenne permet d'éclaircir ces énigmes, sinon de les résoudre complètement. La référence apparaît en effet par l'intermédiaire du sens de la proposition : on ne peut connaître le référent que par l'intermédiaire du sens. « Cicéron » et « Marcus Tullius », ou « Superman » et « Clark », peuvent ainsi avoir le même référent sans avoir le même sens. On parle aussi en termes de sens et de dénotation : « l'étoile du matin » et « l'étoile du soir » dénotent la même chose (Vénus) mais n'ont pas le même sens. Une expression peut aussi, selon Frege, avoir un sens sans avoir de référent, par exemple : « la suite de nombres qui converge le plus rapidement ». On peut comprendre de telles propositions, sans qu'elles dénotent rien de réel. Frege laisse toutefois de côté le problème des énoncés singuliers existentiels négatifs (« l'actuel roi de France est chauve »), qui feront l'objet de l'attention de Russell (voir description définie).
On remarque, au passage, que dès lors qu'on dit que le langage se réfère au réel, on est conduit à s'interroger sur l'être, c'est-à-dire sur ce qui peut être dit réel. La Métaphysique d'Aristote peut ainsi être considérée comme un traité fondateur de la philosophie du langage, de même que l'usage de ses catégories (voir le débat autour de l'article d'Émile Benveniste, « Catégories de pensée et catégories de langue »). La philosophie du langage requiert ainsi une ontologie : « On ne peut tout simplement pas faire de métaphysique sans se préoccuper du langage, ni prétendre construire une théorie de la signification sans s'interroger sur l'être » (P. Ludwig).

## Internalisme et externalisme
Selon Frege et Russell, le sens des mots s'identifie largement à leur concept. Chaque mot connote ainsi un concept, c'est-à-dire un ensemble de prédicats qui permet de former une classe d'objets (on parle aussi d'intension). La compréhension est alors comprise, comme chez Descartes, comme une opération interne de l'esprit : saisir le sens d'un mot, c'est posséder le concept ou la représentation mentale permettant de l'appliquer correctement.
Cette conception internaliste, descriptiviste et mentaliste, a été mise en cause, dès les années 1960, par Keith Donnellan (1966), Saul Kripke et Hilary Putnam. Deux auteurs avaient déjà opéré une critique de la conception mentaliste de la signification : Gilbert Ryle (The Concept of Mind, 1949), pour la philosophie analytique, et Maurice Merleau-Ponty pour la philosophie continentale.
Donnellan distinguait entre l'usage attributif et l'usage référentiel des descriptions définies : l'usage attributif de « l'assassin de Dupont » désigne la personne qui a assassiné Dupont, qui que ce soit ; l'usage référentiel désigne celui qu'on tient pour être le coupable de l'assassinat, et qui peut donc différer, en cas d'erreur, du premier.
Kripke, quant à lui, montre la séparation irréductible qui existe entre une description définie et un nom propre : ces derniers ne connotent pas un ensemble de propriétés, mais sont, selon lui, des désignateurs rigides. Ainsi, Aristote ne renvoie pas aux propriétés « élève de Platon » et « philosophe grec », mais fonctionne plutôt comme un désignateur rigide, désignant Aristote dans tous les mondes possibles. Ainsi, même si dans un monde possible Aristote n'avait pas été philosophe, le nom propre Aristote continuerait toutefois à désigner l'individu en question. Kripke montre ainsi qu'on ne peut réduire la signification d'un nom propre à un ensemble de propriétés, comme le croyait encore Russell qui parvenait (à l'exclusion des noms logiquement propres) à transformer, à l'aide de quantificateurs existentiels, les noms propres et les descriptions définies en descriptions indéfinies.
Enfin, dans l'expérience de la Terre jumelle, Putnam met en avant une compétence linguistique partagée, ou « division du travail » linguistique : les significations ne sont pas psychologiques (meaning ain't in the head) mais sociales. Ainsi, je peux méconnaître la dénotation d'un terme, par exemple si un hêtre et un orme sont pour moi indiscernables ; cela ne veut pas dire que la dénotation des termes « hêtre » et « orme » change lorsque c'est moi qui les utilise, ou lorsque c'est un garde forestier qui le fait.

## La philosophie du langage ordinaire ou la pragmatique
Paul Grice avait mis l'accent, dans les années Soixante, sur la signification du locuteur par contraste avec la signification de l'énoncé lui-même. Au même moment, John L. Austin publie Quand dire c'est faire, un ouvrage qui s'oppose à l'objectivisme de Frege et de Russell, pour mettre l'accent sur les énoncés qui ne dépendent pas de conditions de vérité, mais d'actes de langage (une promesse ou un ordre, par exemple, ne sont ni vrais ni faux, mais agissent sur le monde). Élaborée par Austin, la notion de performativité va devenir centrale dans la philosophie du langage ordinaire, terme qui la contraste avec insistance sur le langage formel (celui de la logique) de Frege et Russell.
Celle-là, qui trouve aussi chez le second Wittgenstein, celui des Recherches philosophiques, un précurseur, s'intéresse en effet davantage au langage naturel qu'au langage formel, et à son énonciation dans des cadres concrets. Proche, en ce sens, de la pragmatique, elle trouve chez John Searle l'un de ses grands défenseurs.

## La philosophie du langage aujourd'hui
Trois thèses fortes ont dominé la philosophie du langage au XXe siècle, bien qu'elles ne soient pas partagées par tous :
1. La signification d'un énoncé déclaratif (qui énonce un fait considéré comme réel, par ex. « il pleut ») s'identifie avec ses conditions de vérité, c'est-à-dire la spécification des circonstances dans lesquelles l'énoncé est vrai. L'énoncé déclaratif est l'unité linguistique privilégiée : la signification d'un mot ou de toute autre partie de l'énoncé dépend de sa contribution aux conditions de vérité de l'énoncé auquel il appartient.
2. « La valeur sémantique d'une expression complexe dépend fonctionnellement des valeurs sémantiques de ses constituants », ce qui renvoie à la « compositionnalité de la signification » (Marconi, 1997[9]).
3. Les entités mentales (images, représentations, etc.) associées aux expressions linguistiques ne sont pas les significations des expressions : celle-ci est indépendante de nos représentations mentales : la théorie de la signification n'est, en général, pas psychologique[9]. L'élaboration mentale des expressions linguistiques, ou compréhension en tant que processus mental, n'est pas essentielle à la détermination de la signification des expressions[9].

Les thèses 1 et 2 ont conduit un certain nombre de philosophes à attribuer plusieurs valeurs sémantiques à chaque expression, par exemple sens et dénotation chez Frege, ou intension et extension chez Carnap. Russell s'opposait toutefois à cette position, de même que le font aujourd'hui les théoriciens de la référence directe.
Frege a soutenu les thèses 2 et 3, ainsi que la première, qui est aussi soulignée par Wittgenstein dans la Tractatus logico-philosophicus.

### Listes
- Liste de linguistes
- (en) Liste de linguistes